# Rhytidoponera reflexa
Rhytidoponera reflexa är en myrart som beskrevs av Clark 1936. Rhytidoponera reflexa ingår i släktet Rhytidoponera och familjen myror. Inga underarter finns listade i Catalogue of Life.